# Bridge to Hell
Bridge to Hell (Originaltitel: Un ponte per l’inferno) ist ein Kriegsfilm, den Umberto Lenzi 1987 mit minimalem Budget inszenierte. Die deutschsprachige Erstaufführung erfolgte 1988 auf Video.

## Handlung
Eine Handvoll Kriegsgefangener entflieht einem Camp der Nazis bei Sarajevo. Durch die Begegnung mit dem Kind Igor treffen sie auf eine Gruppe von Widerstandskämpfern. Der amerikanische Pilot Bill Rogers, der italienische Infanterist Mario Espozi und der Österreicher Blinz, ein Wehrmachtsdeserteur, die einen Goldschatz mit sich führen, erkämpfen sich mit Hilfe der Jugoslawin Vanya den Weg in die Freiheit, wobei sie Panzer erobern, Flugzeuge zerstören, ein Nonnenkloster verteidigen und die Kociak-Brücke unpassierbar machen. Dabei gelingt es ihnen, gegen die deutsche Übermacht ihr Ziel zu erreichen.

## Kritik
„Aufwendig bebilderter, einfältiger und nichtsnutziger Kriegsfilm im Stil der berüchtigten Landserhefte.“, bemerkt das Lexikon des internationalen Films. Die Kritiker der Cinema lassen kein gutes Haar an Regisseur Lenzi, denn der habe „in seiner Laufbahn alles gedreht, was billig und mies ist.“ Auch dieses Werk sei „Krieg nach Art der alten Landser-Hefte“. „Ein Haufen Geschieße und Explosionen, unglücklicherweise allerdings kaum eine Handlung“, summiert der DVD & Video Guide 2005.

## Bemerkungen
Zahlreiche Archivszenen wurden in den Film integriert. Das Budget des Films war ganz offensichtlich unterdurchschnittlich. Der Film wurde parallel zu Kommando Schwarzer Panther (Tempi di guerra) gedreht.